# Illiciomyia yukawai
Illiciomyia yukawai är en tvåvingeart som beskrevs av Makoto Tokuda 2004. Illiciomyia yukawai ingår i släktet Illiciomyia och familjen gallmyggor. Inga underarter finns listade i Catalogue of Life.